# 千葉少女墓石撲殺事件
千葉少女墓石撲殺事件（ちばしょうじょぼせきぼくさつじけん）とは、2003年（平成15年）10月1日に千葉市若葉区の墓地で発生した殺人事件である。

## 概要
2003年（平成15年）10月1日の午前7時10分頃、千葉市若葉区の墓地駐車場で、ジョギングしていた男性が遺体を発見した。遺体は、若葉区千城台東の飲食店アルバイトだった少女（当時16歳）であった。遺体は頭を鈍器で強く殴られて殺害された後、焼かれていた。司法解剖の結果、死因は頭部打撲による脳障害と判明した。全身に多数の傷があることから、千葉東署捜査本部は複数犯の可能性もあるとみて捜査を開始した。また、少女は店を出てから帰宅するまでの間に殺害されたとみて、退店後の足取りを中心に店の関係者や友人らから事情を聴取した。
2週間後の10月16日、千葉県警は少女の夫で若葉区千城台西の運転手である男（当時22歳）を殺人の容疑で逮捕。共犯として高校3年の男子生徒（当時18歳）などを含む若葉区内の未成年の男子あわせて4人も逮捕した。

## 加害者と被害者の偽装結婚
被害者の少女は幼い頃は活発な少女で、中学時代はハンドボール部に所属していた。しかし部活を引退した3年の秋から性格が変わり始めた。不良グループと付き合うようになり、そこで後に自らを殺害する男に出会う。私立高校に進学するが、1年生の2002年（平成14年）10月には自主退学し、12月頃から自宅近くのスナック店でアルバイトを始めた。
主犯の男は母親が再婚した義父と折り合いが悪く、家庭内で喧嘩を繰り返した。そして恐喝事件を繰り返し、高校1年の時には少年鑑別所送致にされる。18歳の時にはコンビニ強盗事件を起こして東北少年院送致となり、出所後も遊興費欲しさに窃盗事件を繰り返した。
少女はスナック店で働いたものの、給料面などから不満を持っており、水商売で働こうと考えていた。しかし18歳未満という年齢では働くことは不可能である。そこで男は自分との結婚を持ちかけた。結婚すれば成人として扱われるからである。ただし民法の上では成人扱いになるが、風俗営業法による規制から16歳で就職することは禁じられている。そして2人は2003年7月下旬に婚姻届を提出し、少女はキャバクラで働き始めた。
ただし両者の間には恋愛感情は無く、2人の利害が一致したためでの偽装結婚に過ぎなかった。男は消費者金融に300万円に及ぶ多額の借金を抱えており、以前も別の女性と偽装結婚していた。女性の苗字を名乗って名前と戸籍を変更することで、消費者金融の借金を踏み倒そうとしていたのである。実際、事件直前には多重債務者リストに掲載されていた。
しかし、男は少女に結婚した見返りとして上納金を要求する。少女は初めこれに応じたが、次第に金銭トラブルを引き起こすようになり、遂に少女は偽装結婚を警察に通報すると言い出す。男は以前に起こした詐欺の事件で執行猶予中であった。これが通報されれば猶予を取り消される可能性もあり、口封じを決意し、仲間の未成年4人を「自分たちの起こした窃盗事件を少女が警察に通報しようとしている」と騙すことで犯行に加わらせ、2003年10月1日午前3時過ぎに駐車場内でハンマーで少女を順番に殴りまわしたうえ、重さ70キロ程度の墓石用の石材を少女の顔に何度もたたきつけて殺害した。そして少女の遺体にオイルを10数本かけて火をつけて逃走した。後に少女を発見した男性の証言では、発見したときには少女の遺体の上半身が炭化しており、まだ火もついているという状態だったという。

## 逮捕と裁判
事件発覚後、男は自ら警察に情報を提供して自分に疑いがかけられないようにした。またマスコミのインタビューにも悲痛な発言をすることで被害者を装っていた。
しかし警察は男と少女の偽装結婚をつかみ、さらに近所のスーパーやコンビニで大量にライターオイルを購入または万引きする男と少年らの防犯カメラの映像を入手して、男と少年らを逮捕する。男は最初容疑を否認していたが、少年4人が犯行を自供したため、遂に男も犯行を認めた。
2004年（平成16年）2月3日、千葉地裁（加登屋健治裁判長）で初公判が開かれ、男は起訴事実のうち、本人に関する事実関係に関しては「間違いありません」と述べ、起訴内容を認めた。一方、弁護側は少年たちとの共謀の成立時期については争う姿勢を示した。
2004年（平成16年）12月16日、論告求刑公判が開かれ、検察側は男に無期懲役を求刑した。少女の母親は意見陳述で男に対し「反省など望んでいない。刑を終えても罪が消えたとは思わないでほしい」と述べた。意見陳述にあたっては「被告と同じ席にいたくない」と証言台に立たず、検察官の脇から陳述した。父親も「娘の人生を返してください。被告は罪の重大さが分かっているとは思えない」と述べた。
2005年（平成17年）2月22日、千葉地裁で判決公判が開かれ、男に求刑通り無期懲役の判決を言い渡した。
判決では、男が消費者金融への返済が滞った後も、姓を変えて借金を重ねるため、少女を含めて偽装結婚を重ねたと指摘。少女に「偽装結婚を警察に話す」と言われ、詐欺罪などで有罪判決を受けて執行猶予中だったことから、その取り消しを恐れて殺害を決意したと、動機を認定した。また、男が少女との結婚に、少女の両親が同意したという噓の内容の同意書を区役所に提出した有印私文書偽造、同行使などの罪でも有罪と認定した。
その上で犯行態様について「暴行は想像を絶する残虐さ」、「自己中心的で幼稚極まりなく、動機に酌むべき点は無い」と厳しく非難した。以上の内容を踏まえて「確定的殺意に基づく極めて残虐な犯行で、矯正は不可能」と結論付けた。4月19日に控訴を取り下げて刑は確定した。
2004年（平成16年）8月12日、千葉地裁で未成年の少年らに対する判決公判が開かれ、殺害と遺体損壊に加わった3人を求刑通り5年から10年の不定期刑に、遺体損壊に加わらなかった1人を3年半から7年の不定期刑（求刑は懲役4年以上8年以下）に処した。
判決では、「残虐な犯行」、「遺体損壊に対する悔悟の念が感じられない」と指摘した上で「想像を絶する残忍な犯行で、保護処分で処遇する限界を超えている」と結論付けた。